# John Choma
(en) Statistiques sur pro-football-reference
(en) Statistiques sur statscrew
John Gregory Choma (né le 9 février 1955 à Cleveland) est un joueur américain de football américain.

## Enfance
Choma étudie à la Normandy High School de Parma où il évolue avec l'équipe de football américain des Invaders. Pendant trois ans, il est titulaire sur le terrain, au niveau de la ligne offensive mais également défensive. Pour sa dernière année, en 1973, il est nommé dans l'équipe de la saison de la Lake Erie League, une conférence regroupant plusieurs lycées de l'Ohio.

## Carrière

### Université
Recevant une bourse d'études pour l'université de Virginie, Choma joue avec les Cavaliers et s'impose dans les deux lignes de l'escouade. Le natif de Cleveland se révèle particulièrement adroit, figurant dans l'équipe de l'année 1978 de l'Atlantic Coast Conference.

### Professionnel
John Choma est sélectionné au cinquième tour de la draft 1978 de la NFL par les Chargers de San Diego au 135e choix. Malgré cela, le guard ne joue aucun match avec cette franchise, devant se contenter du camp d'entraînement et de la réserve. Non conservé, il rejoint les Chiefs de Kansas City de 1979 à 1981 sans pour autant jouer en NFL,.
En 1981, il s'engage avec les 49ers de San Francisco et connaît ses débuts dans le milieu professionnel, apparaissant à divers postes de la ligne offensive comme guard ou centre. Lors du Super Bowl XVI, il apparaît comme defensive tackle aux côtés d'Archie Reese et arrive à contenir les assauts des Bengals de Cincinnati, contribuant à la victoire finale 26-21. Après ce succès, Choma reste dans un rôle de réserviste, jouant treize matchs de saison régulière en deux saisons avant de quitter définitivement le circuit professionnel.